# Johan Jancke
Johan Peter Jancke, född 1704 i Norrköping, död 10 februari 1762 i Linköping, Östergötlands län, var en svensk borgmästare i Linköping mellan åren 1744-1762. Han var bror till borgmästaren Claes Jancke i Norrköping.

## Biografi
Johan Peter Jancke föddes 1704 i Norrköping. Han var son till handlanden Peter Jancke och Margareta Claësdotter. Jancke blev borgmästare och riksdagsman i Linköping. Han avled av lungsot 10 februari 1762 i Linköping och begravdes 2 mars samma år.

### Familj
Jancke gifte sig första gången med Regina Mobeck (1708–1749). Hon var dotter till bergsfogden Gustaf Mobeck och Dorothea Barckman. De fick tillsammans barnen Anna Christina Jancke (1743–1816). Margareta Dorothea Jancke, Per Gustaf Jancke (1746–1821), Hedvig Jancke (1748–1815) och Regina Jancke (född 1749). Efter Regina Mobecks död gifte Jancke om sig med Margareta Christina.